# Cum occasione
La Cum occasione fu una bolla pontificia emanata da papa Innocenzo X il 9 giugno 1653.
In essa vengono condannate come eretiche cinque proposizioni tratte dal libro Augustinus di Giansenio. Questa bolla fu uno dei tentativi della Chiesa di porre un freno al dilagante giansenismo che in quel periodo trovava sempre più consensi. Fu per questo istituita, dal Papa in persona, una commissione speciale che dovette analizzare cinque frasi in particolare; frasi che i giansenisti ritenevano non corrispondenti in realtà con il pensiero di Giansenio.
Le cinque frasi, contestate e poi condannate, sono:
1. Alcuni insegnamenti di Dio sono impossibili da osservare, neppure dai giusti per la mancanza della grazia necessaria
2. Alla grazia interiore, nello stato della natura decaduta, l'uomo non può resistere
3. Per acquisire merito o demerito non si richiede la libertà dalla necessità interna, ma soltanto la libertà dalla costrizione esterna
4. I semipelagiani sbagliarono insegnando che la volontà umana può resistere alla grazia o assecondarla
5. È un errore semipelagiano affermare che Cristo è morto per tutti